# Dipseudopsidae
Dipseudopsidae (лат.) — семейство ручейников подотряда Annulipalpia, включающее около 170 видов.

## Распространение
Всесветное.

## Описание
Личинки живут в построенных ими домиках (трубки) из шёлковых нитей и песчинок на дне водоёмов с быстрым и чистым водотоком. Личинки Pseudoneureclipsinae имеют другую морфологию и экологию, отличающую их от типичных Dipseudopsidae (Flint 1964, Tachet и др. 2001). Глаза имаго крупные, оцеллий нет. Нижнечелюстные щупики состоят из 5 члеников, апикальный сегмент короткий. Число шпор на передних, средних и задних ногах имаго равно 3, 4 и 4 соответственно.

## Палеонтология
Описано восемь ископаемых видов. Древнейшие находки семейства происходят из ливанского янтаря. Также эти ручейники встречаются в таймырском и нью-джерсийском янтарях (верхний мел).

## Систематика
3 подсемейства и 8 родов.
Впервые было установлено как подсемейство в составе Hydropsychidae, затем трактовалось в как Dipseudopsinae в составе Polycentropodidae или в Psychomyiidae. Монофилия группы была установлена в 1994 году (Weaver & Malicky, 1994), а статус семейства предложен в 1967 году (Ross 1967).
- Подсемейство Dipseudopsinae Ulmer, 1904
  - Dipseudopsis Walker, 1852 (80 видов, Африка, Азия)
  - Limnoecetis Marlier, 1955 (2 вида, Африка)
  - Protodipseudopsis Ulmer, 1909 (5 видов, Африка)
- Подсемейство Hyalopsychinae Lestage, 1925
  - Hyalopsyche Ulmer, 1904 (10 видов, Азия; 1 в Австралии)
  - Hyalopsychella Ulmer, 1930 (2 вида, Борнео, Сулавеси)
  - Phylocentropus Banks, 1907 (10 видов, Северная Америка, ю.-в. Азия, Япония)
- Подсемейство Pseudoneureclipsinae Ulmer, 1951 (ране в составе Polycentropodidae)
  - Pseudoneureclipsis Ulmer, 1913 (более 60 видов, Палеарктика, Ориентальная область, Афротропика)
    - Pseudoneureclipsis lusitanicus Malicky, 1980 — единственный представитель в Европе

  - Antillopsyche Banks (4 видов, Антильские острова)